# 渐台增三
天琴座17，又名BD+32 3326，HD 178449、SAO 67835、HR 7261，是天琴座的一颗恒星，视星等为5.23，位于銀經63.91，銀緯11.11，其B1900.0坐标为赤經19h 3m 38.6s，赤緯+32° 11.11′ 38″。